# Ozodicera striatipennis
Ozodicera striatipennis är en tvåvingeart som beskrevs av Alexander 1941. Ozodicera striatipennis ingår i släktet Ozodicera och familjen storharkrankar.
Artens utbredningsområde är Venezuela. Inga underarter finns listade i Catalogue of Life.